# Lasius orientalis
Lasius orientalis (лат.) — вид муравьёв из рода Lasius (подсемейство Formicinae). Восточная Палеарктика. Временный социальный паразит других близких видов муравьёв.

## Распространение
Восточная Азия: Дальний Восток России (Кунашир, Шикотан, Амурская область, Приморский край), КНДР, Южная Корея, Япония.

## Описание
Мелкие муравьи (менее 5 мм) чёрного цвета. Близок к Lasius fuliginosus, другому виду подрода Dendrolasius, представители которого отличаются самками мелкого размера, характерными для социальнопаразитических видов муравьёв (длина самок около 6 мм). Lasius orientalis отличается уплощённым скапусом и петиолем наиболее широким в верхней половине. Чешуйка петиоля толстая. Тело без длинных отстоящих волосков. Гнёзда в стволах деревьев. Временный социальный паразит других близких видов муравьёв: жёлтого земляного муравья.

## Классификация
Вид был впервые описан в 1912 году российским энтомологом Владимиром Афанасьевичем Караваевым в качестве подвидового вариетета Lasius fuliginosus var. orientalis Karavaiev, 1912. В дальнейшем рассматривался в качестве синонима видов Lasius fuliginosus (Wilson, 1955) или Lasius nipponensis (Espadaler, Akino & Terayama, 2002). В 2005 году он получил самостоятельный видовой статус со сведением к нему в качестве синонимов таксонов Lasius ouchii и Lasius teranishii.